# Frankfurt-Kalbach-Riedberg
Kalbach-Riedberg is een stadsdeel van Frankfurt am Main. Het stadsdeel ligt in het noorden van Frankfurt. Kalbach-Riedberg is met ongeveer 8.000 inwoners een van de kleinste stadsdelen van Frankfurt. De wijk Riedberg is een nieuwbouwgebied, dat bij voltooiing (gepland in 2015) ongeveer 15.000 inwoners zal tellen. Een deel van de universiteit is inmiddels in het stadsdeel gevestigd.

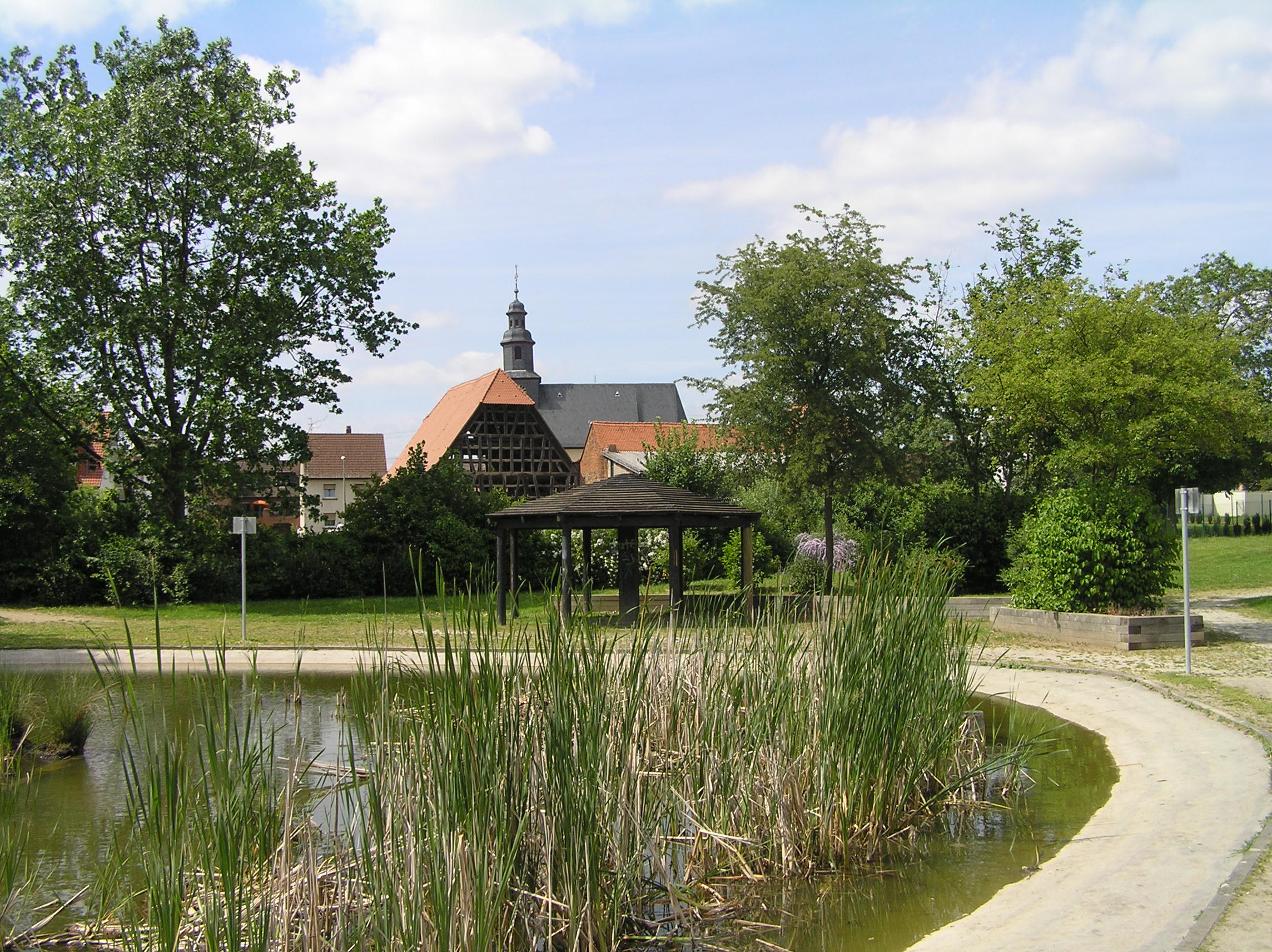
Een Park in Kalbach-Riedberg

Altstadt · Bahnhofsviertel · Bergen-Enkheim · Berkersheim · Bockenheim · Bonames · Bornheim · Dornbusch · Eckenheim · Eschersheim · Fechenheim · Flughafen · Frankfurter Berg · Gallus · Ginnheim · Griesheim · Gutleutviertel · Harheim · Hausen · Heddernheim · Höchst · Innenstadt · Kalbach-Riedberg · Nied · Nieder-Erlenbach · Nieder-Eschbach · Niederrad ·  Niederursel · Nordend · Oberrad · Ostend · Praunheim · Preungesheim · Riederwald · Rödelheim · Sachsenhausen · Schwanheim · Seckbach · Sindlingen · Sossenheim · Unterliederbach · Westend · Zeilsheim